# 鄧衍成
鄧衍成（英語：Billy Tang Hin Shing，1951年6月18日—2020年7月1日），已故香港電影導演，以強烈個人風格著稱，尤擅拍攝融合極端暴力與色情元素的「剝削電影」。其作品常透過極致暴力刻畫人性陰暗面，以異常殘虐的影像挑戰觀眾心理極限，故有「香港罪案電影第一導」之譽。代表作包括與李修賢合作、擔任執行導演的《羔羊醫生》（1992年），以及《弱殺》、《烏鼠機密檔案》、《慈雲山十三太保》、《古惑女之決戰江湖》、《黑獄斷腸歌之砌生豬肉》、《炭燒凶咒》等。

## 生平
鄧衍成於1979年加入麗的電視（1982年易名為亞洲電視）擔任助理編導，早期參與多部經典劇集製作，包括武俠劇《天蠶變》與續集《天龍訣》、時裝劇《人在江湖》、黑幫題材《浴血太平山》，以及青春劇《甜甜廿四味》等。期間曾協助導演黎大煒（以《靚妹仔》成名）及賴水清（後以《倚天屠龍記》聞名）拍攝，累積實務經驗。1982年升任編導後，他主導劇集節奏與鏡頭調度，翌年因電視台人事變動及個人發展考量離開亞視，轉赴新加坡拓展事業。
1988年，鄧衍成回歸影壇並執導首部電影《血衣天使》，以寫實風格探討社會邊緣議題。1980年代末至1990年代，他重返亞視擔任編導及監製，作品涵蓋動作與戲劇類型，延續麗的時期對市井題材的敏銳觸覺。其監製風格注重角色塑造與敘事張力，與同期導演如李元科（《大俠霍元甲》監製）形成鮮明對比。
2000年後，鄧衍成將工作重心轉移至中國大陸，主要拍攝電視電影及電視劇，題材橫跨古裝武俠與現代刑偵。2010年代仍持續創作，如參與合拍劇《飛虎之雷霆極戰》。他長期受鼻咽癌困擾，最終於2020年7月1日病逝，享年69歲，遺作《飛虎之雷霆極戰》成為其生涯句點。

## 電視劇

### 助理編導 (麗的電視)
- 1979年：天蠶變
- 1979年：天龍訣
- 1980年：湖海爭霸錄
- 1980年：人在江湖
- 1980年：風塵淚
- 1980年：彩雲深處
- 1981年：珠海梟雄
- 1981年：浴血太平山
- 1981年：再會太平山
- 1981年：甜甜廿四味

### 編導 (麗的電視/亞洲電視)
- 1982年：大將軍
- 1982年：禿鷹
- 1982年：烽火情仇
- 1982年：雄霸天下
- 1983年：唐伯虎三戲秋香
- 1983年：誓不低頭
- 1983年：誓不低頭續集
- 1983年：101拘捕令
- 1983年：俄羅斯輪盤
- 1989年：皇家檔案
- 1990年：法本無情
- 1991年：勝者為王
- 1992年：勝者為王II天下無敵
- 1993年：勝者為王III王者之戰
- 1994年：洪熙官
- 1995年：九王奪位
- 1995年：精武門
- 1996年：千王之王重出江湖
- 1997年：劍嘯江湖
- 1997年：我來自潮州
- 1998年：流氓·律師
- 1998年：我和殭屍有個約會
- 1999年：縱橫四海
- 1999年：英雄之廣東十虎
- 1999年：南海十三郎
- 2000年：我和殭屍有個約會II

### 監製 (亞洲電視)
- 1989年：皇家檔案III
- 1990年：法本無情
- 1991年：香港奇案之AK47 (電視電影)
- 1991年：香港奇案之八大毒梟 (電視電影)

### 其他
- 1984年：霧鎖南洋
- 1987年：密令（銀鳳影業有限公司製作）
- 1987年：俠骨柔情（銀鳳影業有限公司製作、與林義雄合同導演）
- 1989年：鐵手無情（銀鳳影業有限公司製作）
- 1980年代：飛渡長城（銀鳳影業有限公司製作）
- 2005年：天下第一
- 2007年：鏢行天下 (電視電影)
- 2010年：鏢行天下前傳 (電視電影)
- 2007年：陸小鳳傳奇之鳳舞九天 (電視電影)
- 2009年：火線追兇 (電視電影)
- 2010年：南北大狀
- 2012年：代號九耳犬
- 2013年：天龍八部
- 2014年：衛子夫
- 2014年：鹿鼎記
- 2015年：偏偏喜歡你
- 2016年：寂寞空庭春欲晚
- 2016年：放棄我，抓緊我
- 2019年：鳳弈
- 2020年：飛虎之雷霆極戰
- 2020年：非凡三俠

## 電影
- 1988年：血衣天使
- 1989年：龍在天涯
- 1992年：羔羊醫生 (執行導演)
- 1993年：孽戀狂花
- 1993年：烏鼠機密檔案
- 1994年：弱殺
- 1994年：替天行道之殺兄
- 1995年：慈雲山十三太保
- 1996年：古惑女之決戰江湖
- 1996年：紅燈區
- 1996年：狂野三千響
- 1996年：龍虎砵蘭街
- 1997年：黑獄斷腸歌之砌生豬肉
- 1997年：十五億殺人網絡
- 1997年：猛鬼卡拉OK
- 1998年：濠江風雲
- 2000年：黑錢年代
- 2000年：制服誘惑2地下法庭
- 2000年：炭燒凶咒
- 2001年：險角
- 2002年：致命性騷擾
- 2002年：互動殺人事件

## 外部連結
- 香港電影導演大全-鄧衍成 （页面存档备份，存于）
- 鄧衍成在香港影庫上的簡介